# آکاسیای کولی
آکاکیا کولی (نام علمی: Acacia colei) نام یک گونه از سرده آکاسیا است.